# Diplotomodon
Diplotomodon (łac. podwójny tnący ząb) – rodzaj teropoda opisanego przez Josepha Leidy'ego w 1868 r. na podstawie zęba odkrytego w stanie New Jersey w USA. Początkowo diplotomodon został opisany jako plezjozaur, w 1952 r. został opisany jako teropod. Jest często utożsamiany z dryptozaurem.